# Tetrastichus pulvinariae
Tetrastichus pulvinariae är en stekelart som beskrevs av Jean Risbec 1951. Tetrastichus pulvinariae ingår i släktet Tetrastichus och familjen finglanssteklar. Inga underarter finns listade i Catalogue of Life.